# Oberek (samochód)
Oberek – prototyp polskiego dwumiejscowego samochodu rajdowego konstrukcji kierowcy Bogdana Wozowicza. Pojazd był testowany z różnymi jednostkami napędowymi, m.in. z FSO 1500 i FSO Poloneza. Środkowa część nadwozia i drzwi pochodzą od FSO Poloneza, a pozostałe elementy zostały wykonane przez Wozowicza bądź przez niego przerobione w oparciu o części innych samochodów. Tylna część pojazdu to zaprojektowana dla Oberka konstrukcja rurowa związana z rurowymi wzmocnieniami kabiny i silnikiem umieszczonym centralnie i przykryta pokrywą z tworzywa sztucznego.